# Colocleora bilobata
Colocleora bilobata là một loài bướm đêm trong họ Geometridae.